# 東萊斯特 (英國國會選區)

選區在拉特蘭和萊斯特郡的位置

東萊斯特（英語：Leicester East），英國國會一自治市選區，位於萊斯特郡萊斯特東部。
本區始設於1918年，1950年被撤，1974年恢復。1987年至今的當區議員是工黨的基斯·瓦斯。他在2010年大選中以53.8%選票勝出該區成功連任。